# 僕の話
『僕の話』（ぼくのはなし）は、スキマスイッチのインディーズミニアルバム。

## 概要
- 予約限定で50枚のみ販売されたものである。

## 収録曲
1. 僕の話
  - デビュー後に発表された「僕の話」とは歌詞が違うものになっている。
2. 夏雲ノイズ 
  - 5年の時を経て発表されたリメイク曲「雨待ち風」とは歌詞が違うものになっている。
  - 曲名は後に1stアルバムのタイトルにもなった。
  - なお、この曲は12年の時を経てPOPMAN'S WORLD〜All Time Best 2003-2013〜のボーナストラックに収録されている
3. モノクロ
  - 曲に入るまでの数十秒間、彼らの話し声が録音されている。
4. 君の話-2001.2.3仕様-
  - 『10チャンネル』に収録されている「君の話」とは異なり、デビュー後に発表されたものにより近いアレンジとなっているが歌詞が所々異なっている。